# Microsoft Windows NT 3.1
Windows NT 3.1 ist ein von Microsoft entwickeltes 32-Bit-Betriebssystem. Es erschien am 26. Juli 1993 in einer Workstation- und einer Servervariante und war das erste Betriebssystem der Windows-NT-Reihe. Die aus Vermarktungsgründen gewählte Versionsnummer 3.1 sollte die optische Nähe zum damaligen grafischen Aufsatz Windows 3.1 für das Betriebssystem DOS betonen. Windows NT 3.1 wurde als Netzwerkbetriebssystem konzipiert und konkurrierte in diesem Bereich mit Novell NetWare.
Windows NT 3.1 ist ein von Grund auf neu entworfenes Betriebssystem. Es sollte nicht nur auf mehreren Prozessorarchitekturen lauffähig sein, sondern auch eine höhere Sicherheit und Stabilität bieten als die bisherigen, auf MS-DOS basierenden Windows-Versionen (damals Windows 3.x), und damit unter anderem als Betriebssystem für sicherheitskritische Anwendungen dienen. Windows NT 3.1 unterstützte dementsprechend nicht nur x86-, sondern auch MIPS und später auch Alpha-AXP-Systeme. Durch die Architektur von Windows NT 3.1 konnten fehlerhafte Programme das System nicht länger zum Absturz bringen.
Das Betriebssystem war aufgrund der hohen Hardwareanforderungen für damalige Computer zu langsam. Außerdem gab es nur wenige 32-Bit-Anwendungen, die die Fähigkeiten von Windows NT 3.1 nutzten. Insgesamt konnte sich Windows NT 3.1 auf dem Markt nicht durchsetzen, es legte jedoch den Grundstein für alle späteren Windows-NT-Versionen.

## Geschichte

### Vorgeschichte
In den 1980er-Jahren hatte Microsoft mit MS-DOS, dem Betriebssystem der damals vorherrschenden IBM-PC-kompatiblen Computer, eine Vormachtstellung im Personal-Computer-Markt inne. Allerdings befand sich das Unternehmen im Jahr 1988 in einer schwierigen Situation. Microsoft war in einem Urheberrechtsstreit mit Apple verwickelt, dessen Ausgang zur damaligen Zeit noch nicht abzusehen war. Sorgen bereitete dem Unternehmen außerdem das von ihm und IBM gemeinschaftlich entwickelte Betriebssystem OS/2. Dieses sollte ursprünglich MS-DOS als Betriebssystem ersetzen, größere Erfolge waren aber bis dahin ausgeblieben.
Der Führungsstil des Microsoft-Gründers Bill Gates zeigte sich unter anderem darin, dass er sich von Mitarbeitern beraten ließ, die er selbst auswählte. Einer von ihnen war Nathan Myhrvold, der durch die Übernahme seines Unternehmens zu Microsoft kam. Myhrvold erkannte zwei Gefahren, die auf lange Sicht die Stellung von MS-DOS gefährden würden. Zum einen entstanden neue Prozessoren, die auf dem RISC-Prinzip basierten und einen schnelleren Takt erreichten als die vergleichbaren Intel-Prozessoren, auf denen MS-DOS lauffähig war. Zum anderen war ein Jahrzehnt zuvor mit Unix ein Betriebssystem erschaffen worden, das durch seine Multitasking- und Netzwerkfähigkeiten bestach und auf vielen Architekturen lauffähig war. Aufgrund der Tatsache, dass das Betriebssystem früher frei kopiert und verändert werden konnte, existierten zu dieser Zeit viele Unix-Derivate, die jedoch zueinander inkompatibel waren, sodass Anwendungsprogramme für jedes Derivat angepasst werden mussten. Dies verhinderte zu diesem Zeitpunkt zwar eine flächendeckende Verbreitung von Unix, doch die Vorstellung der Symbiose von Unix und RISC überzeugte Bill Gates davon, dass er einen „Unix-Killer“ benötigte. Er beauftragte daraufhin Nathan Myhrvold mit der Entwicklung eines portablen Betriebssystems.
Zur gleichen Zeit arbeitete David N. Cutler, ein renommierter Softwareentwickler, der unter anderem an der Entwicklung des Betriebssystems VMS beteiligt war, für DEC, einen Computerhersteller, der zu dieser Zeit ein starkes Wachstum erlebte. 1985 sollte Cutler mit seinem Entwicklerteam eine neue Computerfamilie mit dem Codenamen Prism entwickeln sowie ein zugehöriges Betriebssystem namens Mica entwerfen. Die konfliktreiche Entwicklungszeit endete vorzeitig im Juni 1988, als sich DEC entschied, das Projekt einzustellen. Dies überraschte Cutler zwar nicht, aber er war dennoch gezeichnet vom Ende seines Projekts. Zwar wollte Cutler DEC so schnell wie möglich verlassen, das Unternehmen überzeugte ihn aber mit der Hoffnung auf eine andere Stelle zum Abwarten. Gates erfuhr am 4. August 1988 von den Geschehnissen bei DEC. Er kannte Cutler zwar nicht persönlich, wusste aber um seine Erfahrung und wollte ihn zu sich holen. Cutler forderte die Mitnahme eines Teils seines Entwicklungsteams, darunter auch Computerdesigner. Zwar war Microsoft nicht im Bereich der Rechnerarchitektur tätig, jedoch entschied sich das Unternehmen, auf die Forderung einzugehen und vollendete so die Abwerbung Cutlers von Digital. Cutler wechselte am 31. Oktober 1988 zu Microsoft. Myhrvolds Entwurf für ein portables Betriebssystem verwarf er, da das Konzept ihn nicht überzeugte. Die Entwickler nutzten die ersten Monate, um das zukünftige Betriebssystem zu planen, Ideen zu sammeln und den Personal Computer kennenzulernen, mit dem Cutlers Entwicklerteam bisher noch keine Erfahrung hatte.

### Der Anfang als OS/2-Projekt
Das neue Betriebssystem betitelte Microsoft gegenüber der Öffentlichkeit zunächst als erweiterte Version von OS/2. Anfang 1989 definierte das Unternehmen die ersten Anforderungen, damit NT OS/2, so der interne Name des Betriebssystems, am Markt erfolgreich sein würde. Es sollte portabel sein, um auf Veränderungen im Prozessormarkt reagieren zu können, sowie die Leistungsfähigkeit von Mehrprozessorsystemen nutzen können, die damals nur von wenigen Betriebssystemen unterstützt wurden. Das Betriebssystem sollte Netzwerkfunktionen beinhalten, da wegen der wachsenden Anzahl an Computern in Unternehmen die Notwendigkeit entstand, diese untereinander zu vernetzen. Zuletzt sollte das Betriebssystem auch Voraussetzungen der US-Regierung erfüllen. Dazu zählten neben der Unterstützung des POSIX-Standards auch Sicherheitsfunktionen, deren Grundlage die Trusted Computer System Evaluation Criteria darstellten. Das Ziel für NT war zunächst die Erfüllung der Stufe C2; zu den Voraussetzungen dieser Stufe zählten unter anderem separate Benutzerkonten, ein Zugriffsrechtesystem sowie die Protokollierung sicherheitsrelevanter Ereignisse.
Im Hinblick auf die Portabilität des zukünftigen Betriebssystems begann die Entwicklung des Betriebssystems zunächst auf Nicht-x86-Prozessoren, um die unbeabsichtigte Verwendung von x86-spezifischem Code im Betriebssystem zu verhindern. Die Wahl fiel zunächst auf einen Intel-i860-Prozessor; da dieser bei Microsoft nicht vorlag, setzten die Entwickler einen Emulator ein. Der Codename des Intel i860-Prozessors, N-Ten, gab auch dem Betriebssystem NT seinen Namen, die Bezeichnung wurde erst später zu Marketingzwecken zur Abkürzung für New Technology umgedeutet. Da DEC vermutete, dass ein Großteil des Quellcodes des Mica-Projekts auch im neuen Betriebssystem verwendet wurde, verklagten sie Microsoft. DEC und Microsoft einigten sich später außergerichtlich, dabei sagte Microsoft unter anderem zu, mit dem Betriebssystem den Alpha-Prozessor zu unterstützen. Im April 1989 war der Betriebssystemkern erstmals im Emulator lauffähig, und die Entwickler rechneten mit der Fertigstellung des Betriebssystems innerhalb von 18 Monaten.
Im Juli 1989 kamen erste Exemplare des Intel i860-Prozessors bei Microsoft an. Der Prozessor war jedoch recht unzuverlässig und der Emulator sehr langsam. Erschwerend kam noch hinzu, dass wichtige Entwicklungswerkzeuge wie ein Debugger für diesen Prozessor noch nicht existierten. Zudem sah sich Microsoft gezwungen, die zur Entwicklung eingesetzten Computer selber zusammenzubauen, da die Computer, die NT benötigte, nicht auf dem Markt erhältlich waren. Schnell stellte sich heraus, dass der Intel i860-Prozessor für NT ungeeignet war. Infolgedessen beschlossen die Entwickler im Dezember 1989 auf einen MIPS R3000-Prozessor zu wechseln; Cutler kannte diese Prozessorarchitektur bereits aus seiner Zeit bei DEC. Innerhalb von drei Monaten war das System portiert. Im Februar 1990 schlug Microsoft-Mitarbeiter Paul Maritz vor, NT auf der COMDEX im kommenden Herbst vorzustellen. Dadurch sollte vor allem Konkurrenten begegnet werden, die behaupteten, dass sich die Entwicklung von NT bis ins Jahr 1994 ziehen würde, während Maritz von einer Fertigstellung im Jahr 1992 ausging.
Schon früh machten sich die Entwickler Gedanken, wie das Betriebssystem getestet werden sollte, um Schwachstellen aufzudecken. Zwar gab es bereits bestimmte Tests für OS/2, aber diese, so die Entwickler, legten zu viel Wert auf die Architektur des Betriebssystems. NT hingegen sollte so getestet werden, wie auch ein normaler Benutzer das Betriebssystem benutzen würde. Dabei sollten mehrere dieser Tests gleichzeitig ablaufen, um die Zusammenarbeit verschiedener Komponenten zu überprüfen und Fehler aufzuspüren, die nur auftreten, wenn mehrere Aktionen gleichzeitig ablaufen.

### Abspaltung von IBM
Microsoft veröffentlichte im Mai 1990 die grafische Betriebssystemerweiterung Windows 3.0, die ein großer Erfolg wurde. Dadurch verschlechterte sich die Partnerschaft zwischen Microsoft und IBM, denn IBM wollte, dass Microsoft sein Windows-Betriebssystem vernachlässigt, um sich auf OS/2 zu konzentrieren. Microsoft beschäftigte zu dieser Zeit 150 Programmierer für die Entwicklung von OS/2, die jährlich 50 Millionen USD kostete; diese Ressourcen waren dementsprechend nicht für andere Projekte wie NT verfügbar. Die parallele Arbeit an mehreren komplett verschiedenen Betriebssystemen kostete nicht nur wertvolle Ressourcen, sondern stellte auch für das Marketing ein großes Problem dar. Softwareentwickler standen vor der schwierigen Wahl, ob sie ihre Anwendungen für Windows oder für OS/2 entwickeln sollten, denn es bestand keinerlei Kompatibilität zwischen den beiden Betriebssystemen und es war zu diesem Zeitpunkt noch ungewiss, welches der beiden Betriebssysteme sich am Ende durchsetzen würde.
Daraufhin beschloss Microsoft im August 1990, das Betriebssystem als „Windows NT“ weiterzuentwickeln. Die OS/2-API sollte nicht mehr Bestandteil des zukünftigen Betriebssystems sein, sondern lediglich gesondert erhältlich sein. Um den Umstieg auf Windows NT für Programmierer einfach zu gestalten, welche bereits mit den 16-Bit-Versionen von Windows vertraut waren, wurden die Funktionen der Win16-API weitestgehend übernommen und um neue Funktionen erweitert. Für NT war ursprünglich die Presentation-Manager-Oberfläche von OS/2 vorgesehen, welche nun im Zuge des Wechsels zur Windows-Produktreihe durch die Windows-Shell ersetzt werden musste. Dadurch war klar, dass eine Demonstration des Betriebssystems auf der COMDEX 1990 nicht mehr zu schaffen war.
IBM sollte zunächst nichts von den Plänen erfahren, um das Unternehmen nicht zu verärgern. Stattdessen sollte IBM weiterhin glauben, dass NT unter dem Namen OS/2 liefe, und lediglich zusätzlich Windows-Programme unterstützen würde. Mit dieser Taktik sollte Zeit gewonnen werden, um aus NT endgültig ein Windows-Betriebssystem zu machen. So einigten sich die beiden Unternehmen im September auf eine Neuausrichtung, bei der sie beschlossen, dass IBM die alleinige Federführung an der nächsten Version von OS/2, Version 2.0 bekam, während Microsoft zur selben Zeit die übernächste Version 3.0 entwickeln sollte. Im Januar 1991, als IBM-Mitarbeiter in einem internen Treffen das wahre Ziel von Microsoft erkannten, zerbrach die Allianz beider Unternehmen endgültig. Im Juli 1991 erreichte diese Nachricht schließlich die Presse.

### Erste Schritte als Windows NT
Setzten die Entwickler bisher OS/2-Maschinen zur Entwicklung von Windows NT ein, verlangte Cutler nun, dass die Entwickler ihre Arbeit fortan auf Windows NT selbst fortsetzten, um sie direkt mit ihrer eigenen Kreation zu konfrontieren und sie dazu zu animieren, das Betriebssystem in einen zumindest ansatzweise nutzbaren Zustand weiterzuentwickeln. Zudem würden Programmfehler im Betriebssystem so schneller entdeckt werden. Im März 1991 fand die Umstellung statt. Von hier an stellte das Entwicklerteam zunächst im Mai die grafische Benutzeroberfläche und im August die Netzwerkfunktionen fertig. Im Anschluss konzentrierten sich die Entwickler auf die Sicherheit des Betriebssystems, die bisher vernachlässigt worden war.

Vorabversion von Windows NT 3.1, wie sie im Oktober 1991 auf der COMDEX herausgegeben wurde

Im September 1991 bereiteten die Entwickler Windows NT vor, um das Betriebssystem auf der im darauffolgenden Monat stattfindenden COMDEX vorzustellen. Da Microsoft erkannte, dass Windows NT ohne speziell auf seine Fähigkeiten ausgelegten Programme seine Vorteile nicht ausspielen könnte, sollten auf dieser ersten öffentlichen Vorstellung des Betriebssystems Anwendungsentwickler angeworben werden. Aufgrund des immensen Zeitdrucks und der hohen Anzahl an Programmfehlern mussten viele Funktionen weggelassen werden. Dazu zählten etwa das neue Dateisystem NTFS, welches sich noch in der Entwicklung befand, und die Kompatibilität zu DOS- und 16-Bit-Windowsanwendungen. Auch lief diese Version von Windows NT ausschließlich auf der x86-Architektur, die MIPS-Version war zu diesem Zeitpunkt nicht funktionsfähig und fehlte daher. Um Kosten zu sparen, entschied sich Microsoft, Windows NT auf einer CD-ROM auszuliefern.
Auf der COMDEX demonstrierte Microsoft die Mehrprozessorfähigkeiten des Betriebssystems und gab Entwicklungskits für 32-Bit-Software an ausgewählte Entwickler weiter. Als Auslieferungstermin stellte das Unternehmen nunmehr Ende 1992 in Aussicht. Die Reaktionen auf die Vorstellung waren überwältigend, das PC Magazine nannte Windows NT “the modern reinvention of the operating system” (deutsch: „die moderne Neuerfindung des Betriebssystems“), hielt es jedoch gleichzeitig für unwahrscheinlich, dass die versprochene Abwärtskompatibilität auch ins Endprodukt übernommen würde. Die nicht funktionierende MIPS-Version drohte langfristig das Ziel der Portabilität des Betriebssystems zu gefährden, und so konzentrierten sich die Entwickler auf diese Version und veröffentlichten am 23. Dezember eine Version des Entwicklungskits für den MIPS R4000-Prozessor.
Das Ziel war nun, Entwickler zur Programmierung von Software für das neue Betriebssystem zu bewegen. Microsoft kündigte zu diesem Zweck im März 1992 mit Win32s eine Schnittstelle an, mit der Windows-NT-Anwendungen auch auf Windows 3.1 ausgeführt werden konnten, sodass diese bereits vor der Veröffentlichung von Windows NT nutzbar sein sollten. Indes verzögerte sich die geplante Auslieferung des Betriebssystems immer weiter, denn die Entwicklung dauerte länger als ursprünglich angenommen. Zudem mussten Gerätetreiber erstellt werden um bestehende Hardware ansprechen zu können, da Windows NT nun ein Bestandteil der Windows-Reihe war.
Auf einer vom 6. bis zum 8. Juli 1992 in San Francisco stattfindenden Konferenz präsentierte Microsoft Windows NT erneut und gab CDs mit einer Vorabversion heraus, die unter anderem eine neue Version des Entwicklungskits enthielt. Diese beinhalteten unter anderem ein Programm, das die Portierung von 16-Bit-Windowsprogrammen auf das neue Betriebssystem vereinfachte. Außerdem demonstrierte Microsoft die Lauffähigkeit von Windows NT auf x86-Architektur- und MIPS-Rechnern. Zwar beinhaltete diese Version nunmehr die Kompatibilität zu DOS- und 16-Bit-Windowsanwendungen sowie das OS/2-Subsystem, jedoch war diese noch sehr unausgereift und die entsprechenden Programme stürzten häufig ab. Das Dateisystem NTFS war ebenfalls vorhanden, galt aber noch als instabil. Das Unternehmen kündigte in diesem Zusammenhang eine 32-Bit-Version des Microsoft SQL Servers für Windows NT an.

### Leistungsprobleme des Betriebssystems
Der hohe Speicherbedarf des Betriebssystems war allerdings ein Problem; die PC Week hielt nach einem eigenen Test Windows NT für praktisch unbenutzbar. Die meisten PCs der damaligen Zeit hatten einen Arbeitsspeicher von 4 Megabyte, die Entwickler hielten für einen typischen Rechner allerdings 16 Megabyte für notwendig. Wegen der hohen Preise für Arbeitsspeicher befürchteten die Entwickler, dass der Markt Windows NT wegen seines Speicherbedarfs nicht annehmen werde. Bis zu diesem Zeitpunkt war dies noch kein Thema gewesen, im Vordergrund stand, dass das neue Betriebssystem sich an OS/2 und Unix messen müsse und die Entwickler daher die Funktionalität wichtiger nahmen. Auch die Leistung des Betriebssystems war nicht optimal. Das Dateisystem NTFS etwa war langsamer als die beiden anderen von Windows NT unterstützten Dateisysteme, ebenso wie die Textausgabe auf dem Bildschirm. Am 12. Oktober 1992 begann der öffentliche Betatest von Windows NT und Microsoft versandte 20.000 Kopien einer Vorabversion an Betatester, um Programmfehler aufzuspüren. Das Betriebssystem galt nun als stabil, sodass sich die Entwickler Geschwindigkeitsoptimierungen annahmen. So nutzten die Entwickler einen Trick im Super-VGA-Treiber, um die Ausgabe deutlich zu beschleunigen. Durch die Auslagerung des Betriebssystemkerns sollte der Speicherverbrauch des Betriebssystems gesenkt werden.
Microsoft nutzte die COMDEX im November 1992, um eine große Anzahl an Drittanbietersoftware für Windows NT vorzuführen. Noch immer bereitete die Leistung des Betriebssystems den Entwicklern Probleme. Analysten erwarteten bereits einen Marktvorteil des Konkurrenten IBM, denn dessen Betriebssystem OS/2 2.0 war bereits auf dem Markt, während sich der Veröffentlichungstermin von Windows NT ins Jahr 1993 verschob. Bill Gates wusste, dass IBM an einer Version von OS/2 arbeitete, die, ebenso wie Windows NT, DOS- und Windows-3.1-Anwendungen ausführen konnte. Sollte Windows NT nicht schnell genug sein, befürchtete er, dass die Anwender zu OS/2 wechseln würden. Im Februar 1993 schließlich waren die Entwickler so weit fortgeschritten, dass sich Gates von der Leistung des Betriebssystems überzeugt zeigte.

### Endphase der Entwicklung
Die Entwickler hofften, Windows NT bis zum 10. Mai fertigzustellen, denn am 26. Mai begann die COMDEX in Atlanta, und an diesem Tag sollte Bill Gates das neue Betriebssystem publikumswirksam vorstellen. Am 8. März 1993 lieferte Microsoft die letzte öffentliche Vorabversion an über 70.000 Personen aus. Gleichzeitig erschienen erstmals Details über die Server-Variante Windows NT Advanced Server, die zuvor nur als Windows NT with LAN Manager bekannt war. Ursprünglich sollte der LAN Manager, ähnlich wie bei OS/2 und dem LAN Server, ein separater Aufsatz auf Windows NT sein, aber Microsoft arbeitete die Funktionen des LAN Managers letztendlich in das Betriebssystem ein. Zwar war diese Vorabversion wesentlich stabiler und schneller als die letzte Vorabversion, aber aufgrund der weiterhin zahlreichen Programmfehler befürchteten Betatester, dass das Betriebssystem entweder zu früh im unfertigen Zustand herausgegeben, oder die Veröffentlichung sich zum Ende des Jahres 1993 verzögern würde. Die Entwickler erkannten schnell, dass die Behebung dieser Fehler eine längere Zeit in Anspruch nehmen würde, und der geplante Veröffentlichungstermin am 10. Mai nicht zu halten war.
Microsoft stellte Windows NT auf der COMDEX im Mai 1993 letztmals vor der Veröffentlichung vor. Aufgrund der Neuausrichtung des Betriebssystems in die High-End-Sparte von Seiten Microsofts zeigten sich einige Softwarehersteller verunsichert, ob sich Windows NT auch als Client-Betriebssystem durchsetzen würde, und zögerten daher mit der Portierung ihrer Software auf die 32-Bit-Architektur. Diese Softwarehersteller hatten bereits zuvor schlechte Erfahrungen mit OS/2 gemacht und waren dadurch vorsichtiger geworden. Bill Gates kündigte an, dass das neue Betriebssystem innerhalb von 60 Tagen geliefert werden würde. In den letzten drei Monaten vor der Veröffentlichung behob das Entwicklerteam nur noch Fehler, entwickelte das Betriebssystem in diesem späten Stadium des Entwicklungszyklus allerdings nicht mehr weiter. Die Ideen flossen jedoch in die nächste Version des Betriebssystems ein, dem späteren Windows NT 3.5.

### Veröffentlichungen
Am 26. Juli 1993 erschien Windows NT 3.1 und Windows NT 3.1 Advanced Server, zunächst nur für x86- und MIPS-Prozessoren, in den Vereinigten Staaten. Im September des gleichen Jahres folgte die Portierung auf Alpha-Prozessoren. Die Versionsnummer 3.1 wurde bewusst gewählt, um mit dem 16-Bit-Betriebssystemaufsatz Windows 3.1 hinsichtlich der Versionsnummer gleichauf zu sein. Der Preis in den USA betrug 495 USD für die normale Version; der Advanced Server sollte ursprünglich 2995 USD kosten und nur in den ersten sechs Monaten zu einem reduzierten Preis von 1495 USD erhältlich sein, dieser reduzierte Preis wurde letztendlich bis zur Veröffentlichung des Nachfolgers beibehalten. Knapp 250 Programmierer schrieben insgesamt 5,6 Millionen Codezeilen, die Entwicklung kostete insgesamt 150 Millionen USD. Die Entscheidung, so früh wie möglich auf dem eigenen Betriebssystem zu arbeiten, zahlte sich letztendlich aus, denn so konnten viele Programmfehler im Zuge des Entwicklungsprozesses behoben werden. Alleine im letzten Jahr der Entwicklung behob das Entwicklerteam so über 30.000 Programmfehler.
Der Behebung von Fehlern dienten drei in den folgenden Monaten veröffentlichte Service Packs: Am 8. Oktober 1993 kam das Service Pack 1 heraus, am 24. Januar 1994 folgte das Service Pack 2 und am 29. Oktober 1994 erschien schließlich das Service Pack 3. Die Verbreitung erfolgte über CD und Disketten, aber auch über Mailboxen, Compuserve und auch das damals neue Internet. Ende des Supports war für Endkunden der 31. Dezember 2000.
Windows NT 3.1 war neben Englisch auch auf Deutsch, Französisch, Niederländisch, Japanisch, Spanisch und Schwedisch erhältlich. In Dänisch, Finnisch, Italienisch, Norwegisch und Portugiesisch wurde nur die Workstation-Variante, nicht aber der Server übersetzt.

## Ziele des Betriebssystems
Cutler hatte für Windows NT drei Hauptziele gesetzt. Das erste Ziel war Portabilität: Anders als bisherige Betriebssysteme, die meist eng mit der zugehörigen Architektur verbunden waren, sollte Windows NT auf mehreren Prozessorarchitekturen lauffähig sein. Dies bedeutete, dass das Betriebssystem in einer höheren Programmiersprache geschrieben werden musste; Cutler wählte die Programmiersprache C, da viele Programmierer mit ihr bereits vertraut waren. Er wusste schon während der Planungsphase, dass Windows NT dadurch einen weit größeren Speicherverbrauch haben würde als alle bisherigen Betriebssysteme. Neben dem Grafiksystem und Teilen des Netzwerksystems, die die Programmiersprache C++ verwenden, wurden lediglich Abschnitte, die zwingend Hardwarezugriff benötigen, sowie geschwindigkeitskritische Funktionen in Assemblersprache verfasst; diese Abschnitte wurden isoliert, sodass sie während der Portierung leicht durch entsprechenden Maschinencode der jeweiligen Architektur ersetzt werden konnten.
Das zweite Ziel war Zuverlässigkeit: Das System sollte nicht mehr durch ein fehlerhaftes Programm oder fehlerhafte Hardware zum Absturz gebracht werden können. Dadurch sollten Computer auch für systemkritische Anwendungen attraktiv werden. Um dieses Ziel zu erfüllen, wurde die Architektur von Windows NT so gestaltet, dass der Betriebssystemkern abgeschottet war und Anwendungen nicht direkt auf ihn zugreifen konnten. Der Betriebssystemkern selbst war als Microkernel geplant, auf den verschiedene Bestandteile des Betriebssystemkerns aufbauen; mit diesem Konzept war Cutler bereits aus seiner Zeit bei DEC vertraut. Fehler, auf die das Betriebssystem trifft, werden als Exceptions abgefangen, sodass diese das System möglichst nicht beeinträchtigen. Das Dateisystem NTFS ist als robustes Dateisystem ausgelegt und soll auch durch Festplattenfehler nicht zerstört werden können. Beschädigte Daten, etwa durch fehlerhafte Sektoren, versucht das Betriebssystem so gut wie möglich wiederherzustellen. Zuverlässigkeit beinhaltet auch Sicherheit, denn auch gegen externe Angriffe sollte das Betriebssystem gefeit sein. Auf Mainframes war es längst üblich, dass jeder Benutzer ein eigenes Benutzerkonto besaß, unter dem er sich anmeldete und dem ein Administrator bestimmte Rechte zuwies; so konnte etwa Benutzern der Zugriff auf sensible Dokumente unterbunden werden. Eine virtuelle Speicherverwaltung sollte dem Betriebssystem ermöglichen, den Speicher von Programmen zu verwalten. So sollten Anwendungen eines Benutzers den Zugriff auf fremde Speicherbereiche verboten werden, um so zu verhindern, dass etwa der Speicher von Programmen eines anderen Benutzers ausgelesen oder manipuliert wird.
Das dritte Ziel hieß Personalität: Das Betriebssystem sollte Programme verschiedener Betriebssysteme ausführen können, etwa Windows-, MS-DOS- und OS/2-Programme. Bereits vorher gab es den Mach-Kernel, der ein ähnliches Konzept verfolgte, indem die APIs in Komponenten ausgelagert wurden, die außerhalb des Betriebssystemkerns als Anwendungsprogramme operierten. Diese Komponenten konnten problemlos geändert, oder auch neue hinzugefügt werden. Windows NT übernahm dieses Konzept in Form von sogenannten Subsystemen. Bill Gates war vor allem die Kompatibilität zu Windows-Programmen wichtig, denn er sah, wie OS/2 auf dem Markt scheiterte, weil es keine Rücksicht auf diese Kompatibilität nahm. Er erkannte, dass die Kunden ihre alte Software auch auf einem neuen Betriebssystem weiter benutzen wollen und kam so zu dem Schluss, dass Windows NT alte Windows-Programme unterstützen musste, um erfolgreich zu sein.
Neben all diesen Zielen versuchten die Entwickler, die Geschwindigkeit des Betriebssystems im Auge zu behalten. Sie untersuchten das Laufzeitverhalten wichtiger Funktionen des Betriebssystems und optimierten dieses auf schnelle Ausführungsgeschwindigkeit. Große Teile des Netzwerksystems sind zwecks Steigerung der Netzwerkperformance in den Betriebssystemkern eingebaut.
Windows NT wurde von Anfang an als Netzwerkbetriebssystem geplant. In diesem Bereich war Novell mit seinem Produkt NetWare Marktführer und Microsoft hatte es bisher nicht geschafft, ein ebenbürtiges Produkt zu entwickeln. Cutler hoffte, mit einem zuverlässigen netzwerkfähigen Betriebssystem weitere Kunden zu gewinnen. Bill Gates hatte bereits in den 1980er-Jahren mit den Produkten MS-DOS und Windows den Markt für Desktopbetriebssysteme dominiert und hoffte, mit Windows NT ähnliches auch im Netzwerkgeschäft zu vollziehen. Vor allem in den damals als neuer Rechnertyp entstehenden Servern sah Gates einen Markt für Windows NT, während er gleichzeitig nicht vor 1995 von einem Erfolg im Desktopmarkt ausging.
In späteren Interviews, unter anderem mit dem Produktmanager von Windows NT, David Thacher, wurde das Betriebssystem daher als High-End-Betriebssystem positioniert; es sollte Windows 3.1 nicht komplett ersetzen, sondern die Produktpalette mit einem Betriebssystem für sicherheitskritische Anwendungen ergänzen. Microsoft erwartete Verkaufszahlen von 10 bis 20 Prozent aller Windows-Betriebssysteme sowie einen Verbreitungsgrad von 10 Prozent im High-End-Markt im ersten Jahr, was ungefähr einer Auflage von einer Million Kopien entspräche.

## Beschreibung

### Architektur
Die Benutzeroberfläche von Windows NT 3.1 hat zwar das gleiche Aussehen wie Windows 3.1, intern ist es aber ein von Grund auf neu entwickeltes Betriebssystem. Es basiert dabei nicht auf MS-DOS, sondern ist ein vollkommen eigenständiges 32-Bit-Betriebssystem; zahlreiche Konzepte wurden dabei aus Cutlers vorherigem Betriebssystem VMS übernommen. Die Architektur von Windows NT ist eine Kombination verschiedener Modelle: der Betriebssystemkern ist modular aufgebaut, Anwendungen hingegen werden entsprechend dem Client-Server-Modell als Clients aufgefasst, die mit einem Server kommunizieren, um Funktionen aufzurufen. Systemressourcen wie Speicher, Dateien oder Geräte werden als Objekte betrachtet, auf die stets in gleicher Weise mittels Handles zugegriffen werden kann und die dadurch vor unbefugtem Zugriff geschützt werden können.
Das Betriebssystem ist für Mehrprozessorsysteme konzipiert; es unterstützt präemptives Multitasking sowie Threads, um mehrere Rechenprozesse gleichzeitig laufen lassen zu können. Über symmetrisches Multiprozessing wird die Rechenlast gleichmäßig auf alle verfügbaren Prozessoren verteilt. Die Möglichkeiten der Interprozesskommunikation sind in Windows NT 3.1 vollständig auf Netzwerke ausgelegt. Funktionen wie Pipes lassen sich auf gleiche Weise sowohl lokal als auch über das Netzwerk verwenden. Zwei neu eingeführte Funktionen, der Remote Procedure Call (RPC) einerseits und Netzwerk-DDE, eine Erweiterung von Dynamic Data Exchange (DDE), andererseits, vereinfachen den Zugriff auf sowie den Datenaustausch zwischen Prozessen, die sich auf verschiedenen Computern in einem Netzwerk befinden.
Der Betriebssystemkern ist so konzipiert, dass er bestimmte Elemente eines monolithischen Kernels mit denen eines Microkernels kombiniert; dies wird heute meist als Hybridkernel bezeichnet. Die unterste Schicht bildet die Hardwareabstraktionsschicht, welche das Betriebssystem von der Hardware isoliert, sodass das Betriebssystem leicht auf andere Prozessorarchitekturen portierbar ist. Windows-NT-Programmdateien sind aber immer nur auf einer bestimmten Prozessorarchitektur lauffähig und müssen für jede Plattform neu kompiliert werden. Der darüber liegende Kernel enthält nur grundlegende Funktionen wie Interruptverwaltung und Prozessorsynchronisierung, andere Kernelfunktionen werden durch Module wahrgenommen, die unabhängig voneinander sind und ausgetauscht werden können, ohne den Rest des Betriebssystems zu beeinflussen.
Auf dem Betriebssystemkern bauen die Subsysteme auf. Es gibt zwei Arten von Subsystemen: auf der einen Seite sind dies die sogenannten integralen Subsysteme, die wichtige Basisfunktionen des Betriebssystems durchführen. Dazu zählt unter anderem das Sicherheitssubsystem, welches den Anmeldeprozess durchführt und die Sicherheit des Systems überwacht. Auf der anderen Seite gibt es die Umgebungssubsysteme, die Anwendungsprogrammen die Funktionen des Betriebssystems in Form von Programmierschnittstellen zugänglich macht. Den Grundstein bildet das 32-Bit-Subsystem, welches für Windows NT geschriebene 32-Bit-Programme ausführt. Das 32-Bit-Subsystem enthält darüber hinaus sämtliche Ausgabefunktionen wie das Graphics Device Interface (GDI), sodass die anderen Subsysteme zur Ausgabe von Text oder Grafik das 32-Bit-Subsystem aufrufen müssen. Windows NT 3.1 beinhaltet neben dem 32-Bit-Subsystem zwei weitere Subsysteme. Dies sind zum einen das POSIX-Subsystem, welches das Ausführen von POSIX-kompatiblen Programmen ermöglicht, die für Windows NT 3.1 kompiliert wurden. Zum anderen enthält die x86-Version von Windows NT 3.1 das OS/2-Subsystem, mit dem kommandozeilenbasierte OS/2-1.x-Programme gestartet werden können.
Die sogenannte Virtual DOS Machine (VDM) wird manchmal auch als Subsystem betrachtet, ist strenggenommen aber eine einfache 32-Bit-Windowsanwendung. Sie erlaubt das Starten von Programmen, die ursprünglich für MS-DOS geschrieben wurden. Die Virtual DOS Machine nutzt dazu auf x86-Rechnern den Virtual 8086 Mode, um MS-DOS-Programme direkt auszuführen, auf RISC-Rechnern wird hingegen ein von Insignia Solutions lizenzierter Emulator verwendet, der einen Intel-80286-Prozessor emuliert. Aufbauend auf der VDM ist Windows on Windows (WoW), welches es ermöglicht, Programme für 16-Bit-Windowsversionen wie Windows 3.1 auszuführen. Während reine DOS-Programme jeweils in einer eigenen VDM ausgeführt werden, wird für 16-Bit-Windowsprogramme eine gemeinsame VDM verwendet, sodass sie sich einen Speicherbereich teilen. Dies geschieht aus Kompatibilitätsgründen, da einige Programme von der Eigenschaft abhängig sind, ihren Speicher gemeinsam zu verwalten (so etwa Microsoft Mail und Schedule+). Dies führt jedoch dazu, dass diese Programme immer noch im kooperativen Multitasking untereinander laufen und ein fehlerhaftes Programm alle anderen 16-Bit-Windowsprogramme (jedoch nicht Windows NT selbst) zum Absturz bringen kann. Nicht alle MS-DOS- und 16-Bit-Windowsprogramme sind unter Windows NT 3.1 funktionsfähig, da das Betriebssystem Programmen nicht gestattet, direkt auf die Hardware zuzugreifen; einige Anwendungen benötigen zudem VxD-Dateien, die in Windows NT 3.1 nicht verwendet werden können.

### Systembeschreibung

Der Bootmanager NTLDR ermöglicht die Auswahl zwischen mehreren Betriebssystemen auf einem Rechner (hier Windows NT 3.1 und MS-DOS).

Windows NT 3.1 enthält mit NTLDR einen Bootmanager, der beim Systemstart auf x86-basierten Rechnern geladen wird. Dieser ermöglicht es, sowohl eine oder mehrere Instanzen von Windows NT 3.1 selbst als auch MS-DOS und OS/2 1.x parallel auf einem Rechner zu betreiben. NTLDR ist nicht in den RISC-Versionen enthalten, da die Firmware dieser Architekturen einen eigenen Bootmanager mitliefert.
Jeder Benutzer muss sich in Windows NT 3.1 nach dem Start des Betriebssystems anmelden, indem die Tastenkombination Strg+Alt+Entf gedrückt und Benutzername und Passwort eingegeben werden. Zur Authentifizierung nutzt Windows NT 3.1 das neu eingeführte NTLM-Verfahren, welches gegenüber dem in vorherigen Netzwerkprodukten von Microsoft verwendeten LM-Hash auch die Unterscheidung zwischen Groß- und Kleinbuchstaben im Passwort ermöglicht. Benutzer haben jeweils ein eigenes Konto, auf dem benutzerspezifische Einstellungen gespeichert werden; dazu zählen etwa das Farbschema oder das Hintergrundbild. Benutzern können bestimmte Rechte zugewiesen werden, wie das Ändern der Systemzeit oder das Herunterfahren des Systems. Zur Vereinfachung der Verwaltung ist es auch möglich, Benutzer zu gruppieren und den Benutzergruppen entsprechende Rechte zuzuweisen. Die Gruppen des Programm-Managers sind unterteilt in allgemeine und persönliche Gruppen. Allgemeine Gruppen stehen allen Benutzern des Computers zur Verfügung, persönliche Gruppen nur dem jeweils angemeldeten Benutzer.

Datei-Manager von Windows NT 3.1 mit geöffneter Rechteverwaltung

Windows NT 3.1 beinhaltet das neue Dateisystem NTFS. Dieses ist einerseits auf Robustheit ausgelegt und soll auch Hardwarefehler überstehen können, andererseits ermöglicht es die Zuweisung bestimmter Lese- und Schreibrechte an Benutzer oder Benutzergruppen auf Dateiebene. NTFS unterstützt lange Dateinamen sowie Funktionen zur Unterstützung von POSIX-Programmen wie harte Links. Aus Kompatibilitätsgründen unterstützt Windows NT 3.1 weiterhin das Dateisystem FAT16 sowie das von OS/2 übernommene Dateisystem HPFS.
Als Netzwerkbetriebssystem konzipiert, unterstützt Windows NT 3.1 zahlreiche Netzwerkprotokolle. Neben IPX/SPX, DLC und dem MS-eigenen NetBEUI bietet das Betriebssystem das TCP/IP-Protokoll an, mit dem auch eine Verbindung zum Internet möglich ist. Ähnlich wie in Windows für Workgroups können Ordner und Drucker freigegeben werden, sodass der Zugriff und die Konfiguration dieser Ressourcen, entsprechende Benutzerrechte vorausgesetzt, über das Netzwerk möglich ist. Der Remote Access Service (RAS) erlaubt es einem Client, der sich außerhalb eines Windows-NT-Netzwerks befindet, sich über ein Modem, ISDN oder X.25 mit diesem Netzwerk zu verbinden und auf dessen Ressourcen zugreifen. Die Workstation erlaubt eine RAS-Verbindung, der Server hingegen 64. Zudem beinhaltet Windows NT 3.1 einen FTP-Server nebst Client.
Der Druck-Manager enthält, neben der Verwaltung lokaler und Netzwerkdrucker, einige weitere Funktionen. Ähnlich wie bei Dateien können Benutzern bestimmte Rechte zugewiesen werden, etwa das Recht, auf einem bestimmten Drucker überhaupt drucken zu dürfen. Ebenso lassen sich mehrere Drucker zu einem Druckerpool gruppieren, sodass Druckaufträge automatisch auf alle Drucker verteilt werden. Bei der Installation eines Netzwerkdruckers werden die nötigen Druckertreiber automatisch über das Netzwerk auf den jeweiligen Clientrechner heruntergeladen, sodass das manuelle Installieren der Druckertreiber für jeden Rechner entfällt.
Windows NT 3.1 unterstützt den seinerzeit neuen Unicode-Standard, einen Zeichensatz, mit dem sich mehrere Sprachen darstellen lassen. Dadurch sollte die Lokalisierung des Betriebssystems vereinfacht werden. Sämtliche Zeichenketten sowie Datei- und Ordnernamen werden intern in Unicode verarbeitet, jedoch unterstützen die mitgelieferten Programme, wie etwa der Datei-Manager, Unicode nicht, sodass etwa auf Ordner, die Unicode-Zeichen im Namen enthalten, nicht zugegriffen werden kann. Zu Demonstrationszwecken ist mit Lucida Sans Unicode eine Unicode-Schriftart im Lieferumfang enthalten, die jedoch standardmäßig nicht installiert wird. Die bisherigen Codepages werden aus Kompatibilitätsgründen weiterhin unterstützt.
Mit der Windows-Registry, einer Registrierungsdatenbank, führt Windows NT 3.1 eine zentrale, hierarchisch aufgebaute Konfigurationsdatenbank ein. Diese soll die weit verbreiteten textbasierten Konfigurationsdateien, wie INI-Dateien, AUTOEXEC.BAT und CONFIG.SYS ablösen und die Konfiguration von Rechnern über das Netzwerk erleichtern. Über den undokumentierten Registrierungseditor lässt sich die Registry vom Anwender einsehen und bearbeiten. Die AUTOEXEC.BAT wird vom Betriebssystem bei der Anmeldung weiterhin ausgelesen, um Umgebungsvariablen, die in dieser Datei definiert sind, zu setzen.
Der Advanced Server ist dafür konzipiert, die Workstations zu verwalten. Er kann dazu als Domain Controller dienen, auf dem sämtliche Benutzer und Gruppen sowie ihre Rechte gespeichert sind. Dadurch kann sich ein Benutzer von jedem Rechner, der sich in der Domain befindet, anmelden, und auch die Benutzerverwaltung kann zentral auf dem Server erfolgen. Zu anderen Domains lassen sich Vertrauensstellungen aufbauen, um domainübergreifend auf Ressourcen zugreifen zu können. Dateien, wie etwa Anmeldungsskripte, können über den Replikatordienst automatisch auf allen Rechnern eines Netzwerks synchronisiert werden. Um die Verbindung mit Macintosh-Computern zu erleichtern, unterstützt der Advanced Server im Gegensatz zur Workstation auch das AppleTalk-Protokoll. Festplatten können im Advanced Server zu RAIDs zusammengelegt werden, unterstützt werden dabei die Systeme RAID 0, RAID 1, und RAID 5.

### Lieferumfang

Der Systemmonitor diente zum Überwachen verschiedener Leistungsparameter eines Windows-NT-3.1-Rechners.

Der Lieferumfang von Windows NT 3.1 bestand hauptsächlich aus 32-Bit-Versionen der Programme, die bereits in Windows 3.1 und Windows für Workgroups enthalten waren. Zusätzlich gab es einige speziell auf die Bedürfnisse von Windows NT zugeschnittene Dienstprogramme: den Benutzer-Manager, den Systemmonitor, den Festplatten-Manager, die Ereignisanzeige und das Programm Bandsicherung. Für den Advanced Server standen zusätzliche serverspezifische Dienstprogramme bereit. Da Windows NT 3.1 nicht auf MS-DOS basiert, war mit cmd.exe ein neuer 32-Bit-Kommandozeilenprozessor enthalten, der weitestgehend kompatibel zu MS-DOS 5.0 war. Aus Kompatibilitätsgründen enthielt Windows NT 3.1 einige 16-Bit-Windows- und MS-DOS-Programme, wie Microsoft Write oder EDLIN.
Da Windows NT 3.1 ein völlig neues Betriebssystem war, und somit bisherige Gerätetreiber nicht verwendet werden konnten, waren zahlreiche Treiber für gängige Geräte im Lieferumfang enthalten. Der Treiberumfang umfasste Gerätetreiber für einige verbreitete SCSI-Geräte (wie Festplatten, CD-ROM-Laufwerke, Bandlaufwerke und Scanner) sowie ISA-Peripheriegeräte (wie Grafikkarten, Soundkarten und Netzwerkkarten), ebenso wie Druckertreiber. Ausdrücklich nicht unterstützt wurde der PCI-Bus. Windows NT 3.1 konnte eine vorhandene unterbrechungsfreie Stromversorgung verwalten.
Die Installation von Windows NT 3.1 war auf zwei Wegen möglich: einerseits von der CD-ROM mittels mitgelieferter Startdiskette, andererseits auf x86-Rechnern von einem Diskettensatz bestehend aus 22 3,5″-Disketten (beim Advanced Server 23 Disketten). Eine Netzwerkinstallation wurde ebenfalls unterstützt. Im Lieferumfang war zudem ein Coupon enthalten, mit dem bei Bedarf ein 5,25″-Diskettensatz bestehend aus 27 Disketten bzw. beim Advanced Server 28 Disketten nachbestellt werden konnte. Die CD-ROM enthielt gegenüber dem Diskettensatz zusätzliche Treiber und Programme.

## Systemvoraussetzungen
Windows NT 3.1 unterstützte mehrere Prozessor-Architekturen. Das Betriebssystem lief sowohl auf der x86-Architektur als auch auf zwei RISC-basierten Architekturen: den Rechnern der MIPS-R4000- und -R4400-Serie sowie Rechner mit Alpha-Prozessor.
Die Mindestvoraussetzung für die Installation auf x86-Systemen waren ein 386-Prozessor mit 25 MHz, mindestens 12 MB Arbeitsspeicher, 75 MB Festplattenspeicher sowie eine VGA-Grafikkarte. Auf RISC-Systemen war die Mindestvoraussetzung mit 16 MB Arbeitsspeicher und 92 MB Festplattenspeicher architekturbedingt höher, auch war ein CD-ROM-Laufwerk zwingend notwendig. Der Advanced Server erforderte einen 386-Prozessor mit 16 MB RAM sowie 90 MB Festplattenspeicher, bzw. ein RISC-System mit ebenfalls 16 MB Arbeitsspeicher und 110 MB Festplattenspeicher. Windows NT 3.1 unterstützte Mehrprozessorsysteme mit bis zu zwei Prozessoren, der Advanced Server konnte vier Prozessoren verwalten.
Aufgrund eines Fehlers bei der Prozessorerkennung scheitert die Installation des Betriebssystems auf allen Prozessoren seit dem Pentium II. Dieses Problem wurde von Microsoft nie behoben, jedoch sind inoffizielle Patches verfügbar, um die Installation zu ermöglichen.

## Resonanz
Bis zum Juni 1994 konnte Microsoft weltweit lediglich 250.000 Kopien absetzen, davon zehn Prozent in Deutschland. Obwohl Microsoft selbst hohe Verkaufszahlen von 200.000 Kopien innerhalb der ersten 60 Tage angab, berichteten Händler, dass die Nachfrage nach der anfänglichen Euphorie stark nachließ und sogar hinter OS/2 zurückfiel. Die Hardwareanforderungen galten für die damalige Zeit als sehr hoch; die empfohlene Systemvoraussetzung eines 486-Prozessors mit 16 MB RAM lag weit über dem Durchschnittsniveau damaliger Computer, außerdem erwies sich das Betriebssystem als zu langsam. 32-Bit-Programme, die die Fähigkeiten von Windows NT 3.1 hätten nutzen können, waren kaum vorhanden, sodass auf die alten 16-Bit-Programme zurückgegriffen werden musste; bei der Nutzung solcher Programme unter Windows NT 3.1 waren aber im Vergleich zu Windows 3.x Geschwindigkeitseinbußen zu verzeichnen. Schätzungen zufolge gab es im November 1993, vier Monate nach der Veröffentlichung von Windows NT 3.1, lediglich 150 Windows-NT-Programme, vor allem grundlegende Software, wie ein Office-Paket, war nicht für Windows NT 3.1 erhältlich. Während der Entwicklung des Betriebssystems änderten sich die API-Aufrufe, sodass 32-Bit-Programme, die mit der Vorabversion von Windows NT 3.1 kompiliert wurden, auf der endgültigen Version nicht mehr lauffähig waren. Dies betraf auch kommerzielle Produkte wie Microsoft Visual C++.
RISC-Systeme mit Windows NT 3.1 hatten einen noch größeren Nachteil: Zwar waren sie von der Leistung her der x86-Version überlegen, aber es wurden so gut wie keine 32-Bit-Programme oder Treiber für diese Systeme portiert. In der Ausführung von 16-Bit-Programmen hatten RISC-Systeme das Nachsehen, da hier ein 80286 emuliert werden musste, was die Programme verglichen mit x86-Systemen nochmals massiv verlangsamte. Die Wahl eines 80286-Prozessors als Basis der Emulation bedeutete außerdem, dass MS-DOS- und 16-Bit-Windowsprogramme, die 80386-Befehle verwendeten, überhaupt nicht ausgeführt werden konnten, betroffen waren davon hauptsächlich Grafikprogramme und Entwicklungsumgebungen.
Es gab jedoch nicht nur negative Rezensionen; so bewertete etwa die c’t die Multitaskingfähigkeiten des Betriebssystems vor allem im Vergleich zu Windows 3.1 sehr positiv. Auch die Installation galt als gut durchdacht. Eine ähnliche Meinung hatte die InfoWorld; die Installation des Betriebssystems gestaltete sich, verglichen mit der Größe des Betriebssystems, als sehr einfach, wenngleich die Installation von Disketten als zeitaufwendig galt. Der Advanced Server, der die Nachfolge des erfolglosen Produkts LAN Manager antreten sollte, war technisch seinem Vorgängerprodukt weit überlegen, und galt als bedienerfreundlicher als Unix, litt aber letztendlich unter den gleichen Problemen wie die Workstation-Variante, etwa dem Geschwindigkeitsverlust bei der Benutzung von 16-Bit-Software. Der Advanced Server hatte zudem in großen Netzwerken einen deutlichen Preisvorteil, da der Preis pauschal war und nicht von der Anzahl der Clients abhängig.
Mit Windows NT betrat Microsoft einen Markt, in dem das Unternehmen vorher nie hatte Fuß fassen können und der dementsprechend überwiegend von den Betriebssystemen Unix, Novell NetWare und OS/2 geprägt war. Bei einem Test des Magazins InfoWorld im November 1993, der zahlreiche damals erhältliche Betriebssysteme auf ihre Netzwerkfähigkeit untersuchte, schnitt Windows NT 3.1 im Vergleich mit der Konkurrenz sehr schlecht ab: Als Client konnte es sich lediglich über NetBEUI mit dem eigenen Serverprodukt verbinden; Versuche, mit Unix, NetWare, und OS/2 Verbindungen aufzunehmen, scheiterten durchweg, was vor allem an fehlender Clientsoftware lag. Mit dem Advanced Server konnte sich neben dem Client lediglich der Macintosh (via AppleTalk) sowie, wenn auch beschränkt, OS/2 verbinden.
Windows NT 3.1 konnte in Japan einen größeren Erfolg verbuchen als im Rest der Welt. Als das Betriebssystem im Januar 1994 in Japan erschien, setzten viele japanische Unternehmen noch Mainframes ein und waren gerade dabei, PCs einzurichten und diese zu vernetzen. NetWare und Unix waren in Japan, im Gegensatz zu Amerika, kaum verbreitet, sodass sich Windows NT 3.1 konkurrenzlos auf dem japanischen Markt ausbreiten konnte. Microsoft Japan betrieb ein besseres Marketing, das hauptsächlich Finanzunternehmen anvisierte; es arbeitete mit den größten Unternehmen der Computerbranche zusammen, um das Betriebssystem im finanziellen Sektor zu vermarkten.
Obwohl der eigentliche Erfolg des Systems nur moderat war, hatte Windows NT nachhaltigen Einfluss auf die weitere Entwicklung von Betriebssystemen: So begannen die Entwickler von Unix-Derivaten, ihre Betriebssysteme zu standardisieren. Auch Novell sorgte sich um seinen Marktanteil und kaufte einen Unix-Händler auf. Die Unix-Händler indes machten sich darüber Sorgen, dass Windows NT ihnen den Markt wegnehmen könnte. Die Portabilität des Betriebssystems hofften sich die Hersteller von Mikroprozessoren zunutze machen zu können, und so kündigten einige von ihnen an, das Betriebssystem auf ihre Architektur zu portieren, etwa auf den Clipper-Prozessor und die Sun-SPARC-Architektur. Windows NT werde den Desktopmarkt dominieren, sobald die Hardware leistungsfähig genug wird, um das Betriebssystem in einer akzeptablen Geschwindigkeit ausführen zu können.